# Real Club Celta Vigo
Maillots
Le Real Club Celta Vigo est un club espagnol de basket-ball fondé en 1996 et basé à Vigo. 
Le club appartient à la Liga Femenina, soit le plus haut niveau du championnat espagnol. Il s'agit d'une section du club de la communauté Celta Vigo.
En raison de difficultés financières, le club annonce son retrait du haut niveau à l'été 2012.

## Résultats

### Palmarès
| Compétitions nationales | Compétitions internationales |
| --- | ---------------------------- |
| - Championnat d'Espagne (8) - Champion en 1977, 1979, 1982, 1999 et 2000 - Coupe d'Espagne (4) - Champion en 1981, 1982, 1984 et 2001 | - Néant                      |

## Joueuses célèbres ou marquantes
- Soeli Garvão Zakrzeski
- Paula Segui